# Åryd (Blekinge)
Åryd is een plaats in de gemeente Karlshamn in het landschap Blekinge en de provincie Blekinge län in Zweden. De plaats heeft 362 inwoners (2005) en een oppervlakte van 67 hectare.